# Hala Kamińskiego

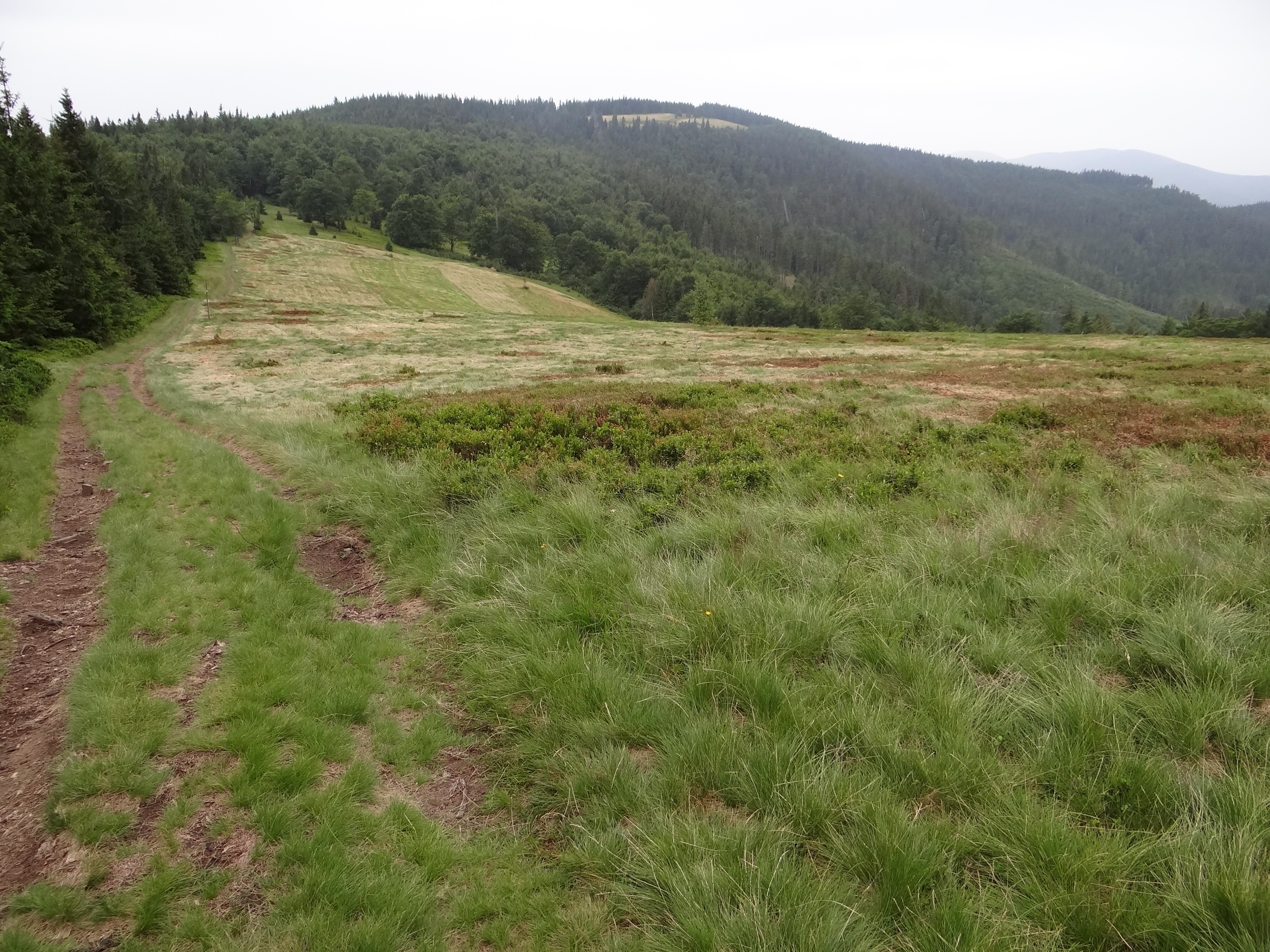
Hala Kamińskiego i widok na Mędralową

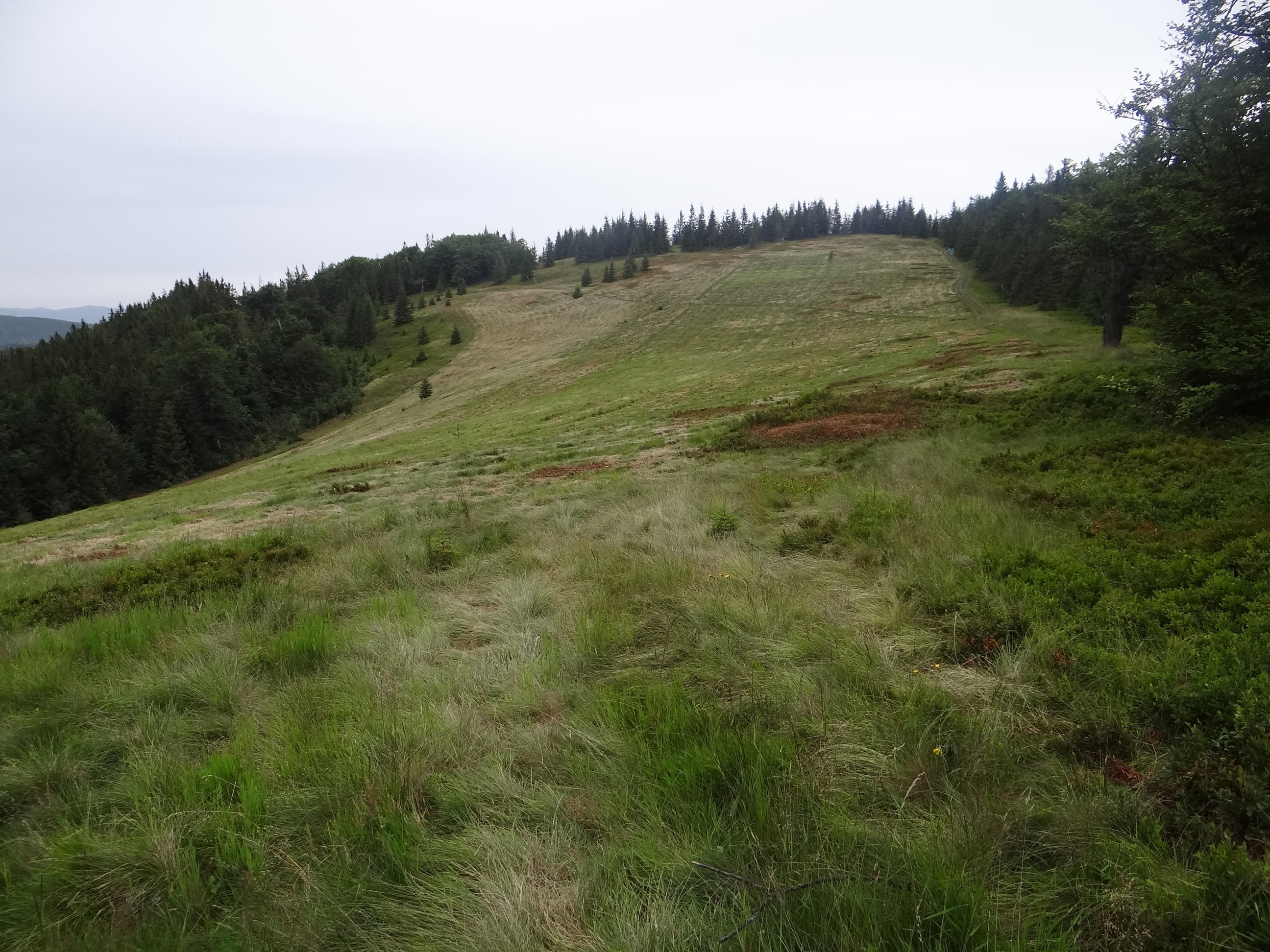
Hala Kamińskiego

Hala Kamińskiego – polana podszczytowa, położona na wysokości ok. 1050 – 1100 m n.p.m. na północno-zachodnim stoku Magurki (1114 m) w Paśmie Jałowieckim w Beskidzie Żywiecko-Orawskim.
Nazwa polany, podobnie, jak nazwy wielu innych, pochodzi od zniekształconego nazwiska Kamieński, które występuje w pobliskich miejscowościach Przyborów i Koszarawa. Jeszcze do niedawna tętniła życiem pasterskim, wypasano tutaj owce. Na polanie stało kilka szałasów. Z powodów ekonomicznych pasterstwo na wysoko położonych polanach górskich stało się nieopłacalne i obecnie Hala Kamińskiego nie jest już wypasana, a szałasy zbutwiały. Jeśli nie zostaną podjęte przeciwdziałania (koszenie, usuwanie zadrzewień), polana podzieli los wielu innych polan beskidzkich, które już zarosły, lub zarastają lasem. Hala Kamieńskiego już dość znacznie zarosła młodymi świerkami, szczególnie w górnych partiach. Ostatnio rozpoczęto jej koszenie, by zapobiec zarośnięciu przez las.
W górnych partiach Hali Kamińskiego zachowały się jeszcze okopy z 1944, wykonane przez Niemców przy pomocy miejscowej ludności. Nie zdążyli ich jednak wykorzystać, gdyż główny atak wojsk radzieckich poszedł innymi terenami.
Według regionalizacji Polski opracowanej przez Jerzego Kondrackiego Hala Kamińskiego znajduje się w Paśmie Jałowieckim należącym do Beskidu Makowskiego. Na mapach i w przewodnikach turystycznych Pasmo Jałowieckie zaliczane jest zazwyczaj do Beskidu Żywieckiego, w najnowszej regionalizacji z 2018 roku do Beskidu Żywiecko-Orawskiego. Znajduje się w granicach wsi Przyborów w województwie śląskim, w powiecie żywieckim, w gminie Jeleśnia.

## Szlaki turystyczne
Hucisko – Czerniawa Sucha – przełęcz Klekociny – Hala Kamińskiego – Przełęcz Jałowiecka Północna – Cyl – Babia Góra